# Ruyales del Agua
Ruyales del Agua fue un antiguo municipio (INE-095125), hoy Entidad Local Menor perteneciente al municipio de Lerma, en la provincia de Burgos, en España. Está situado en la comarca de Arlanza. En 2006 contaba con 31 habitantes.

## Topónimo
Toma como referente de su topónimo el agua, compartido con
- Tubilla del Agua.
- Paules del Agua.

## Evolución histórica
En 1842, contaba con 25 hogares y 74 habitantes. Entre el censo de 1857 y el anterior, este municipio desaparece porque se integra en el municipio 09194 Lerma.

## Administración local

Parroquia de Ruyales del Agua

| Periodo          | Alcalde               | Partido Político                   |
| ---------------- | --------------------- | ---------------------------------- |
| 2003-2011        | Moisés Lope Merinero  | PP                                 |
| 2011-2015        | Amelia Atienza Moreno | Partido Castellano-Tierra Comunera |
| 2015- Actualidad | Amelia Atienza Moreno | PP                                 |

## Patrimonio
Iglesia parroquial de San Miguel Arcangél

## Himno
Escrito por Lucio Rojo:

En el valle del arlanza

Que con sus aguas le baña

Se encuentra un bonito pueblo que ruyales es del agua

Sus gentes son labradores

Alegres y hospitalarios

Que producen cereales

Y vinos muy apreciados

Amigo, si nos visitas

Te ofreceremos nuestro hogar

Canta y ríe con nosotros

Las penas se olvidarán

Cuando vuelvas a tu casa

De nosotros te llevarás

El cariño de este pueblo

Que te da cordialidad

Y el vino de la amistad 

Que nunca terminará

Y el vino de la amistad

Que nunca terminará.

## Situación
Dista 4 km de la capital del municipio, Lerma. Junto al río Arlanza y a su margen izquierda, aguas abajo de la villa ducal y junto a Santa Cecilia. La carretera  por la que se accede al pueblo es la BU-V-1142 que se toma en Lerma cerca de la estación de autobuses.
es un pueblo  sus habitantes se suelen dedicar a la agricultura.
Las fiestas son el 27 y 28 de septiembre, son en honor a San Miguel.
- Datos: Q9071482
- Multimedia: Ruyales del Agua / Q9071482